# Duratbegov Dolac
Duratbegov Dolac är en ort i Bosnien och Hercegovina.   Den ligger i entiteten Federationen Bosnien och Hercegovina, i den centrala delen av landet, 70 km väster om huvudstaden Sarajevo. Duratbegov Dolac ligger 654 meter över havet och antalet invånare är 1 027.
Terrängen runt Duratbegov Dolac är huvudsakligen kuperad, men österut är den bergig. Duratbegov Dolac ligger nere i en dal. Närmaste större samhälle är Bugojno, 12,1 km nordväst om Duratbegov Dolac.
Omgivningarna runt Duratbegov Dolac är en mosaik av jordbruksmark och naturlig växtlighet. Runt Duratbegov Dolac är det ganska tätbefolkat, med 93 invånare per kvadratkilometer.